# Пермско-Сергинский район
Пермско-Сергинский район — административно-территориальная единица в составе Уральской, Свердловской, Молотовской и Пермской областей, существовавшая в 1924—1959 годах. Административный центр — село Серга.

## Население
По данным переписи 1939 года в районе проживало 21 470 жителей (в том числе русские — 79,1 %, татары — 17,9 %, удмурты — 1,5 %).

## История
Сергинский район район был образован в 10 января 1924 года в составе Пермского округа Уральской области РСФСР. После ликвидации округов в 1930 году район перешёл в прямое подчинение Уральской области.
В 1934 году район вошёл в состав Свердловской области, а в 1938 — Пермской (в 1940—1957 называлась Молотовской). 25 января 1935 года Сергинский район был переименован в Пермско-Сергинский район.
По данным 1947 года район включал 17 сельсоветов: Аитковский, Гамовский, Дикаринский, Забегаевский, Конабековский, Кисловский, Лядовский, Мамановский, Насадский, Огрызковский, Позднякский, Сергинский, Симакинский, Стерляговский, Сылвенский, Сыринский и Троицкий.
4 ноября 1959 году Пермско-Сергинский район был упразднён, а его территория разделена между Берёзовским и Верхне-Муллинским районами.